# André Pichot
André Pichot é um pesquisador em epistemologia e história da ciência, no CNRS em Estrasburgo. Ele foi um aprendiz de Georges Canguilhem. Ele é conhecido na França por seus textos criticando assuntos relacionados a genética, em particular a influência que a biologia moderna teve nas ideologias suportando a eugenia.